# Campo luminoso
In fisica, si definisce campo luminoso la funzione matematica che descrive la quantità di luce che si muove in ogni direzione in ciascun punto dello spazio.
Nel 1846 Michael Faraday, nel suo trattato Thoughts on Ray Vibrations,  fu il primo a proporre di interpretare la luce come campo, allo stesso modo del campo magnetico che stava studiando da alcuni anni.
Nel 1939 fu Alexander Gershun ad usare per primo il termine "campo luminoso" nel suo lavoro The light field.
Vi sono molti metodi di descrivere campi luminosi, così come esistono svariati strumenti per catturarli e programmi per computer in grado di ricavare immagini da questi.
In computer grafica, i campi luminosi sono prodotti a partire da modelli tridimensionali o anche attraverso fotografie di una scena reale. In ogni caso, per ottenere la descrizione di un campo luminoso si devono ottenere varie viste a partire da più punti della scena. A seconda della parametrizzazione usata, l'insieme dei punti possono essere parte di una linea, di un piano, di una sfera o di un'altra forma geometrica, ma è possibile ricavare il campo anche da una serie di punti non strutturati.

Per registrare i campi luminosi attraverso apparati fotografici, si possono usare: una fotocamera in movimento, una fotocamera controllata roboticamente, un gruppo di fotocamere (come quelle usate nel film Matrix per l'effetto bullet time), una matrice densa di telecamere, un microscopio, o un sistema ottico nel cui cammino ottico viene posizionata una griglia di microlenti.
La più imponente cattura di un campo di luce finora effettuata è quella sulla statua "Notte" di Michelangelo Buonarroti che si trova presso la Cappella medicea in San Lorenzo, formata da 24 000 immagini da 1,3 megapixel.